# Пол Пиърс
Пол Пиърс (на английски: Paul Pierce) е бивш американски баскетболист, играл за Бостън Селтикс и националния отбор на САЩ. Висок е 201 см и играе на позицията леко крило (small forward).
Шампион на НБА през 2008. През цялата си професионална кариера е играл само за отбора на Бостън Селтикс и е отбелязал над 20 000 точки за него (втори по резултатност).

## Биография
Роден е в Оукланд, но след 6 клас се мести със семейството си в предградието на Лос Анджелис Ингълууд, където е звезда в местната гимназия. От малък е фен на Лос Анджелис Лейкърс, запленен от звездния им отбор от '80-те години.
След колежа получава много предложения, но избира да продължи образованието си в Университета на Канзас, където треньор е една от легендите на колежанския баскетбол Рой Уилямс. В колежа Пиърс бележи средно по 16,4 точки и 6,3 борби на мач и през 1998 е избран под номер 10 в драфта от Бостън Селтикс.

## НБА
Пиърс пристига в Бостън Селтикс в момент когато отборът тъкмо е завършил най-лошия си сезон в историята (67 загуби) и всички надежди за по-добро бъдеще са свързани с него. През дебютния си сезон, въпреки отново посредственото представяне на отбора, Пиърс постига все пак 16,5 точки (втори в Лигата сред новобранците) и 6,4 борби средно на мач. Истинския си потенциал обаче разкрива няколко години по-късно през сезон 2001/2002, когато за първи път е поканен в Мача на звездите и помага на Бостън Селтикс да достигне до плейофите за първи път от 7 години.
През 2007 Селтикс привличат в състава си Рей Алън и Кевин Гарнет и с така новосформираното Магическо трио атакува титлата. На Финалите Пиърс и компания се изправят през кръвния враг Лос Анджелис Лейкърс и печелят титлата след 4:2 победи. Пиърс печели наградата за Най-ценен играч във Финалите (NBA Finals Most Valuable Player Award) със средно по 19,7 точки, 5 борби, 4,7 паса и 1,08 откраднати топки. През 2010 двата отбора отново играят Финал в НБА, но този път Лейкърс взимат реванш.
През юни 2010 Пиърс подписва нов четиригодишен договор с клуба до 2014.

## Интересни факти
- 10 пъти участник в Мача на звездите – 2002, 2003, 2004, 2005, 2006, 2008, 2009, 2010, 2011, 2012
- Най-много отбелязани тройки за всички времена в историята на Бостън Селтикс – 1578
- Най-много отбелязани наказателни удари за всички времена в историята на Бостън Селтикс – 5808
- На второ място е по отбелязани точки за Бостън Селтикс за всички времена след Джон Хавличек.
- Най-много отбелязани точки в редовния сезон на НБА от един играч – 2144 (2002 г.)
- Прякорът му Истината (The Truth) му е даден от Шакил О'Нийл, след мач срещу Лейкърс, в който Пиърс бележи 42 точки
- На 25 септември 2000 при опит да разтърве сбиване в бостънска дискотека е наръган 11 пъти в областта на лицето, шията и гърба. Само близостта на болницата, в която веднага е откаран го спасява от смърт.
- Запознава се с жена си Джулия по време на Мача на звездите през 2006 в Хюстън. Двамата се женят през 2010 и имат дъщеря.